# Eselssteig

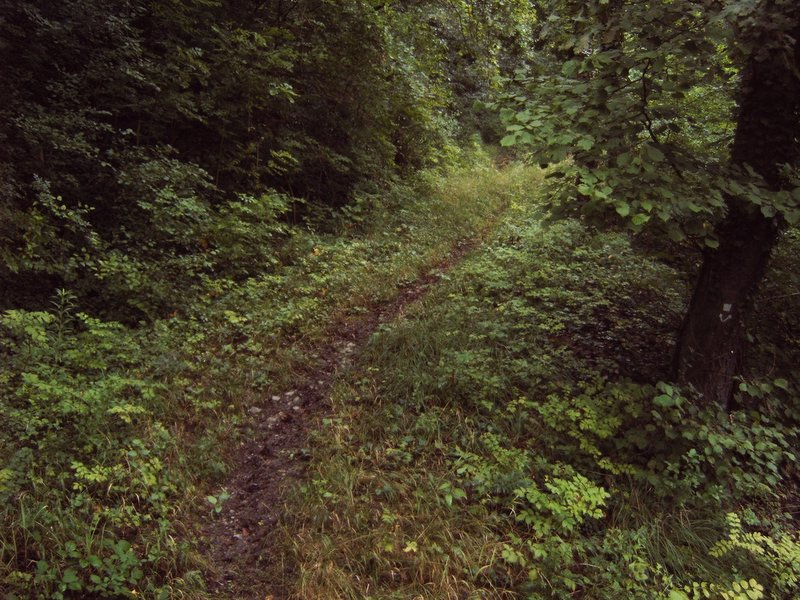
Auch auf Burg Hornberg gab es in den Anfängen keinen Brunnen. Darum führte ein Eselsweg von einem kleinen Portal an der Ostseite direkt zu dem in einer tiefen und steilen Schlucht liegenden Steinbach und, da dieser nicht immer Wasser führt, von dort weiter zum Neckar.

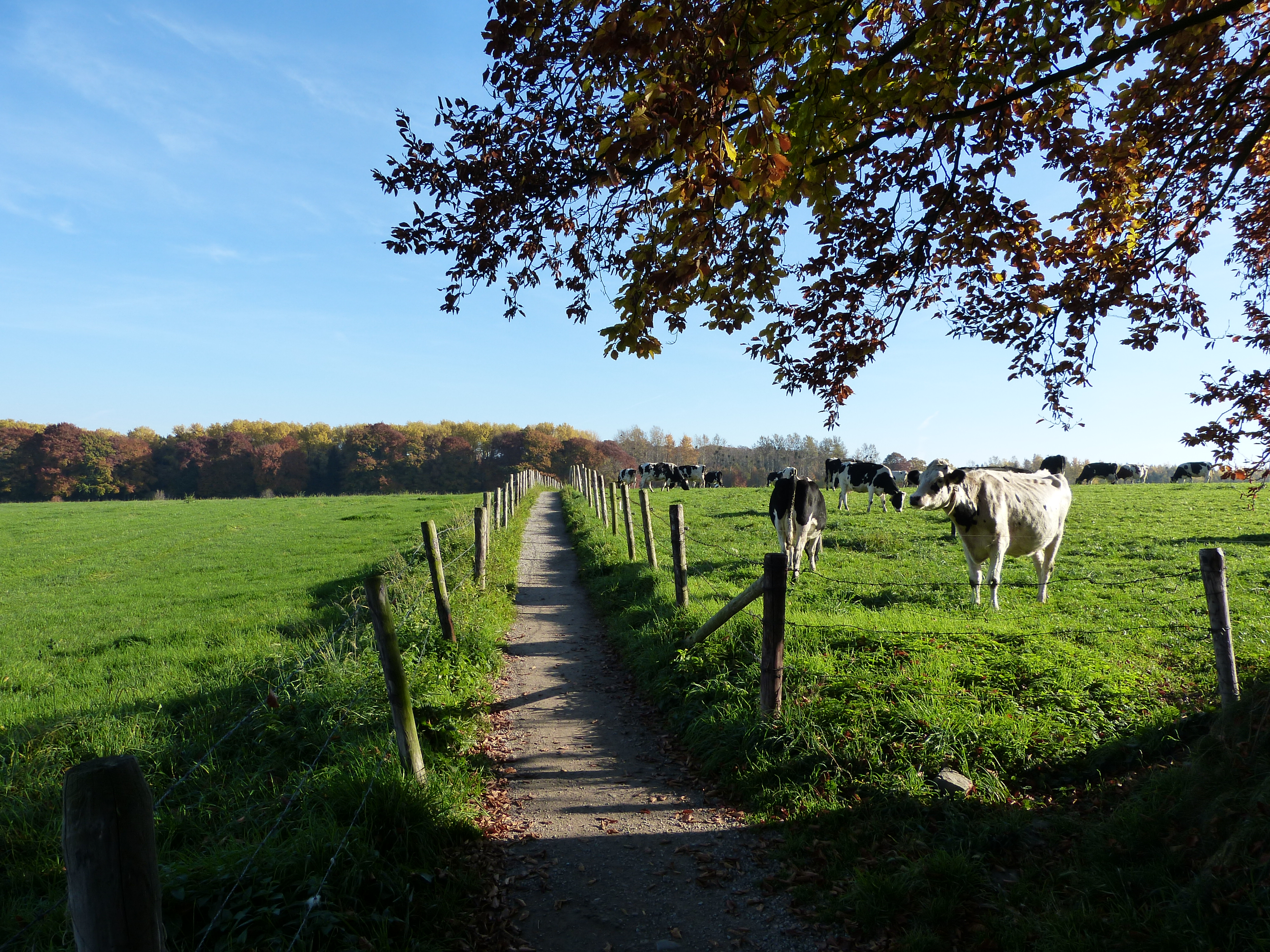
Eselsweg in Aachen (Beverau)

Eselssteig (von Esel, Lasttier), oft auch Eselsweg, vereinzelt auch Narrensteig (nach Piper evtl. weil nur Narren ihn benutzen, teilweise auch auf den hebräischen Begriff für Bach „nahar“  zurückgeführt), ist die Bezeichnung für einen Pfad, der häufig in der Umgebung früherer Höhenburgen angelegt wurde. 
Eselssteige führten, meist versteckt, zu Nebeneingängen einer Burg. Sie zeichneten sich oft durch eine sehr schmale und steile Wegführung aus, um die Benutzung durch (gepanzerte) Feinde zu erschweren. Sie dienten, soweit die Burg noch nicht über einen verlässlichen Brunnen verfügte, zur Versorgung der Burg, vor allem mit Wasser, das auf Eseln in Fässern transportiert wurde. Die Eselswege führten direkt zu einer oder mehreren Wasserquellen beziehungsweise Wasserläufen. Darüber hinaus dienten Eselswege auch dem Transport von Brennholz. Ein Beispiel hierfür bildet der Eselsweg in Aachen (Beverau), der die Burg Frankenberg mit dem früheren Kammerforst (heute: Nellessenpark als Teil des Aachener Waldes) verbunden hat, um mit Eseln Holz aus dem Wald herbeizuschaffen. Dieser Wald liegt mehrere Hundert Meter höher, so dass der Eselsweg in Aachen als Versorgungspfad für eine tiefer gelegene Burg diente.